# Flotace
Flotace je způsob rozdružování, tedy třídění jemného materiálu, o různém složení ve vzduchu či ve vodě.
Rozdružování flotačním způsobem se zakládá na využití rozdílu smáčitelnosti povrchu různých materiálů. Některé materiály jdou vodou smáčet snadno, kdežto jiné se smáčejí poměrně těžce. Hustota materiálů nemá při flotačním rozdružování zásadní vliv. Flotační technologie vyžaduje jemný materiál o velikost zrn maximálně 2 mm.
Smáčitelnost surovin může být charakterizována velikostí styčného úhlu, tj. úhlu, který tvoří povrch vody (vzduchu) s povrchem rozdružované částice. Čím větší je tento styčný úhel, tím menší je smáčitelnost materiálu.
Materiály, které mají malý styčný úhel a jsou snadno smáčitelné, nazýváme hydrofilní. Materiály, které mají velký styčný úhel a které se vodou špatně smáčejí, nazýváme hydrofobní. Mezi oběma krajními materiály je většina ostatních, jejichž hydrofilnost či hydrofobnost je méně výrazná.
Využívá se zejména při úpravě vytěžených nerostných surovin jako jsou rudy nebo uhlí, pro separaci různých částí drceného odpadu, při aplikaci lapáku tuků u čistíren odpadních vod.